# Rita Beyaert
Rita Beyaert (29 juli 1955) is een Belgische politica voor CD&V. Ze was van 2007 tot 2012 burgemeester van Harelbeke.

## Biografie
Beyaert ging naar de lagere school in de Vrije Basisschool Sint-Augustinus in Stasegem. Daarna volgde ze aan het Sint-Niklaasinstituut in Kortrijk in de moderne humaniora de richting Wetenschappelijke B. Ze vatte daarna niet-voltooide studies Maatschappelijk Werk aan in het Ipsoc in Kortrijk. Ze ging in Harelbeke werken in een vlasbedrijf en werd promo-consulente voor de CM.
Beyaert werd actief in de gemeentepolitiek voor de CVP in Harelbeke en was er OCMW-raadslid van 1982 tot 1988. In 1989 werd ze schepen. Ook na de verkiezingen van 1994 en 2000 kreeg ze een schepenmandaat.
Bij de verkiezingen van 2006 haalde ze 1863 voorkeurstemmen, minder dan partijgenoot Luc Callewaert. Binnen de CD&V had men echter afgesproken dat de fractie die het meest zetels behaalde, de burgemeester mocht leveren. De ACW-fractie van Beyaert haalde zeven zetels, de middenstandsfractie rond Callewaert zes, en zo werd Beyaert vanaf 2007 burgemeester van Harelbeke.